# Eleotris oxycephala
Eleotris oxycephala är en fiskart som beskrevs av Temminck och Schlegel, 1845. Eleotris oxycephala ingår i släktet Eleotris och familjen Eleotridae. IUCN kategoriserar arten globalt som livskraftig. Inga underarter finns listade i Catalogue of Life.